# Azali Assoumani
Azali Assoumani, em árabe: غزالي عثماني (Mitsoudjé, 1 de janeiro de 1959) é um político e militar comorense, atual Presidente de Comores desde 2016. Assoumani já foi presidente entre os anos de 1999 a 2001 e de 2001 a 2006; foi reeleito na eleição de 2019, para o segundo mandato seguido.
Ele se tornou presidente de Comoros pela primeira vez em 30 de abril de 1999 depois de liderar um golpe de estado contra o presidente em exercício Tadjidine Ben Saïd Massounde, que na sua opinião era um "demagogo" ao apoiar o movimento de independência de Anjouan.

## Biografia
O Coronel Azali ascendeu ao poder depois de um golpe que desitituiu o presidente interino Tafjidine ben Saïd Massounde. Os militares explicaram a intervenção política por razões de integridade territorial, já que o presidente Massounde negociava com os representantes da ilha de Anjouan, uma das quatro ilhas que formam a União de Comores, que possui uma autonomia muito grande e almeja sua independência, desde a Crise separatista de Comores.
Até 2018, a presidência alternava a cada cinco anos entre as três ilhas do país, Grande Comore, Anjouan e Mohéli. referendo constitucional de 2018 encerrou esse sistema e permitiu que Azali permanecesse na eleição presidencial das Comores de 2019, que ele venceu na primeira rodada de votação, recebendo 60,7% dos votos expressos.